# Melasina isopeda
Melasina isopeda är en fjärilsart som beskrevs av Edward Meyrick 1907. Melasina isopeda ingår i släktet Melasina och familjen säckspinnare. Inga underarter finns listade i Catalogue of Life.